# Tinodes schusteri
Tinodes schusteri là một loài Trichoptera trong họ Psychomyiidae. Chúng phân bố ở miền Tân bắc.